# Tomocerura
Genre
Tomocerura est un genre de collemboles de la famille des Isotomidae.

## Liste des espèces
Selon Checklist of the Collembola of the World (version du 4 septembre 2019) :
- Tomocerura colonavia Salmon, 1949
- Tomocerura conjungens (Schäffer, 1897)
- Tomocerura faguagae Izarra, 1970
- Tomocerura georgiana (Schäffer, 1897)
- Tomocerura picta Wahlgren, 1901
- Tomocerura swani (Womersley, 1934)

## Publication originale
- Wahlgren, 1901 : Uber einige neue Collembolaformen aus dem sudvestlichen Patagonien. Entomologisk Tidskrift, vol. 21, no , p. 265-270 (texte intégral).